# Chris Brady (calciatore)
Christopher Keith Brady (Naperville, 3 marzo 2004) è un calciatore statunitense, portiere del Chicago Fire.

## Carriera

### Club
Nato a Naperville, è cresciuto nel settore giovanile del Chicago Fire, dove ha firmato un contratto professionistico il 24 marzo 2020. Il 24 luglio è stato ceduto in prestito al Forward Madison, con cui ha debuttato il 23 agosto contro l'Orlando City B. L'11 luglio 2021 è stato nuovamente prestato al club del Wisconsin.
Il 16 maggio 2022 ha firmato un nuovo contratto con il Chicago Fire ed il 9 ottobre ha debuttato in MLS nell'incontro pareggiato per 1-1 contro i N.E. Revolution.

### Nazionale
Ha giocato nelle nazionali giovanili statunitensi Under-15, Under-20 ed Under-23.

## Statistiche

### Presenze e reti nei club
Statistiche aggiornate al 20 ottobre 2024.
| Stagione        | Squadra         | Campionato      | Campionato | Campionato | Coppe nazionali | Coppe nazionali | Coppe nazionali | Coppe continentali | Coppe continentali | Coppe continentali | Altre coppe | Altre coppe | Altre coppe | Totale | Totale | Totale |
| Stagione        | Squadra         | Comp            | Pres       | Reti       | Comp            | Pres            | Reti            | Comp               | Pres               | Reti               | Comp        | Pres        | Reti        | Pres   | Reti   |        |
| --------------- | --------------- | --------------- | ---------- | ---------- | --------------- | --------------- | --------------- | ------------------ | ------------------ | ------------------ | ----------- | ----------- | ----------- | ------ | ------ | ------ |
| 2020            | Forward Madison | USL             | 8          | -6         |                 | -               | -               |                    | -                  | -                  |             | -           | -           | 8      | -6     |        |
| 2021            | Forward Madison | USL             | 1          | -1         |                 | -               | -               |                    | -                  | -                  |             | -           | -           | 1      | -1     |        |
| 2022            | Chicago Fire II | MNP             | 12         | -10        |                 | -               | -               |                    | -                  | -                  |             | -           | -           | 12     | -10    |        |
| 2023            | Chicago Fire II | MNP             | 2          | -2         |                 | -               | -               |                    | -                  | -                  |             | -           | -           | 2      | -2     |        |
| 2022            | Chicago Fire    | MLS             | 1          | -1         | USCup           | 0               | 0               |                    | -                  | -                  |             | -           | -           | 1      | -1     |        |
| 2023            | Chicago Fire    | MLS             | 30         | -44        | USCup           | 0               | 0               |                    | -                  | -                  | LC          | 2           | -2          | 32     | -46    |        |
| 2024            | Chicago Fire    | MLS             | 33         | -61        |                 | -               | -               |                    | -                  | -                  | LC          | 0           | 0           | 33     | -61    |        |
| Totale carriera | Totale carriera | Totale carriera | 85         | -122       |                 | 0               | 0               |                    | -                  | -                  |             | 2           | -2          | 87     | -124   |        |